# Noto Kagaribi
Le Noto Kagaribi (能登かがり火) est un train express existant au Japon et exploité par la compagnie JR West, qui relie la ville de Kanazawa à celle de Nanao. Son nom fait référence aux feux de joie allumés dans les festivals de la péninsule de Noto.

## Gares desservies
Le Noto Kagaribi circule de la gare de Kanazawa à la gare de Wakuraonsen en empruntant les lignes IR Ishikawa Railway et Nanao.
| Nom des gares |
| ------------- |
| Kanazawa      |
| Tsubata*      |
| Unoke*        |
| Takamatsu*    |
| Hakui         |
| Yoshikawa*    |
| Nanao         |
| Wakuraonsen   |

Les gares marquées d'un astérisque ne sont pas desservies par tous les trains.

## Matériel roulant
Les modèles utilisés sur ce service sont :

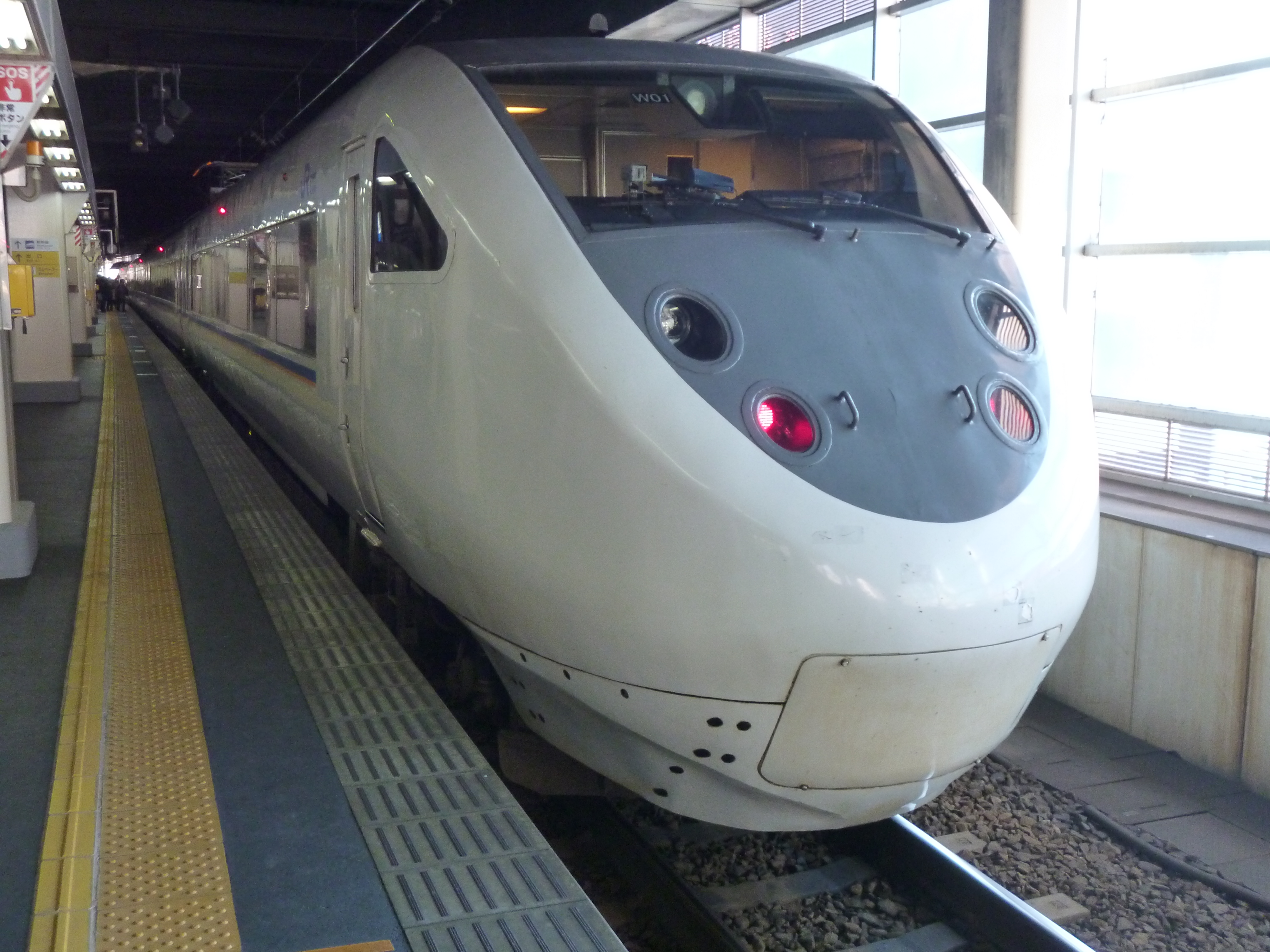
Série 681
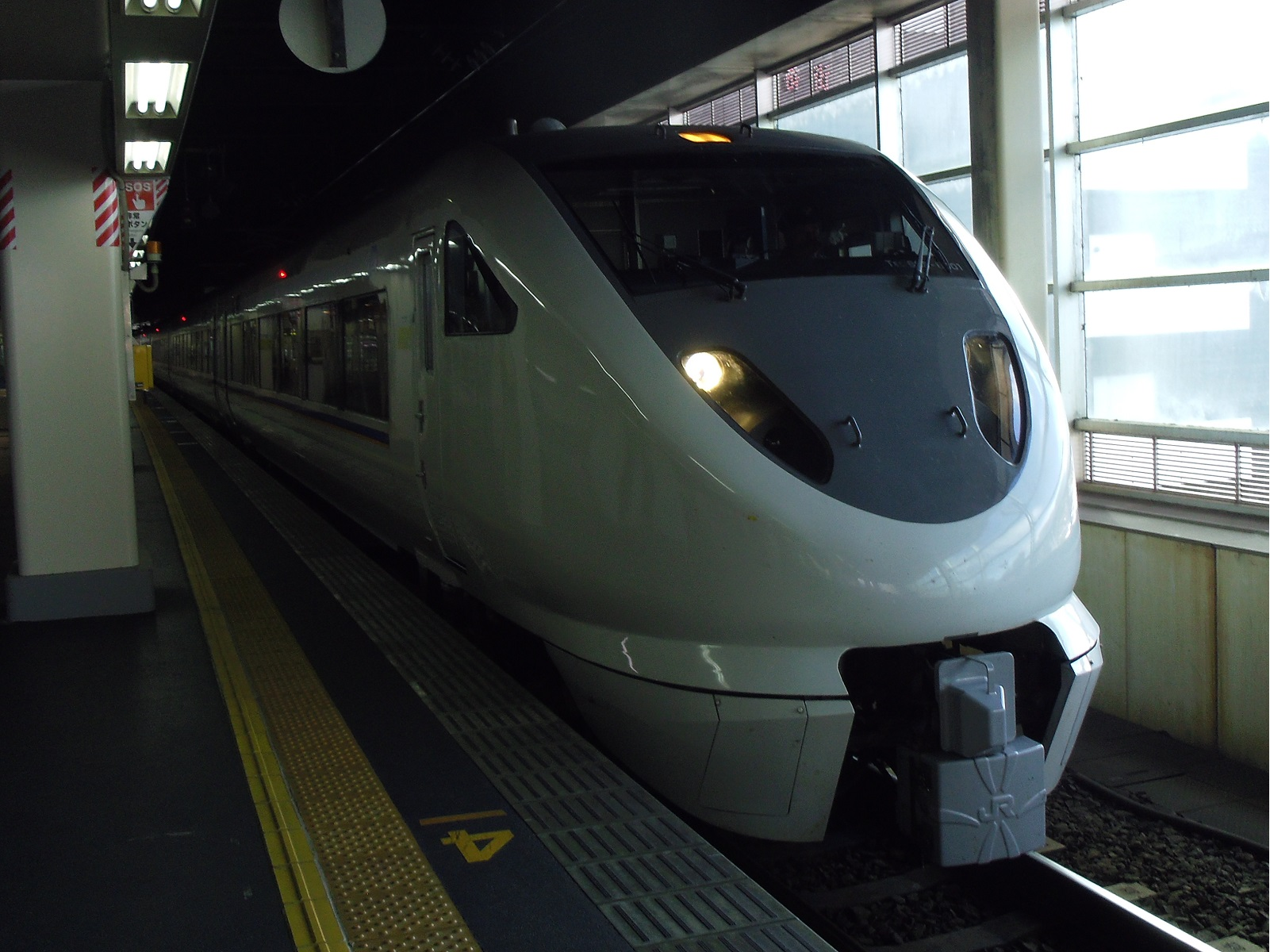
Série 683

## Composition des rames
Tous les trains sont complètement non fumeurs.
- Séries 681 et 683 :

| N° de voiture | 1           | 2       | 3       |
| Classe        | Non réservé | Réservé | Réservé |

ou
| N° de voiture | 1     | 2       | 3       | 4       | 5           | 6           |
| Classe        | Green | Réservé | Réservé | Réservé | Non réservé | Non réservé |